# Азиз Шавершијан
Азиз Сергејевич Шавершијан (рус. Ази́з Серге́евич Шавершя́н; Москва, 24. март 1989 — Патаја, 5. август 2011), познатији по свом интернет надимку Зиз, био је аустралијски бодибилдер, лични тренер и модел рођен у Русији. Основао је култ након што је објавио више видео снимака себе на Јутјубу, почевши од 2007.
У јулу 2011, Шавершијан је привукао већу пажњу медија када је Д Сиднеј Морнинг Хералд објавио чланак о хапшењу његовог старијег брата Саида због илегалног поседовања анаболичких лекова(стероиди). Дана 5. августа 2011, док је био на одмору на Тајланду, Азиз је доживео срчани удар и преминуо у 22. години.

## Биографија
Шавершијан, етнички Курд рођен у Москви, био је најмлађи син Мајане Ибојан, која ради на кардиологији, и Сергеја Шавершијана. Имао је једног старијег брата, Саида Шавершијана, који је такође познат под именом "Честбра". 1993. Шавершијан и његова породица преселили су се у Аустралију. Одрастао је у Иствуду, Нови Јужни Велс, и похађао средњу школу Марист Колеџ Иствуд, где је постигао Дукс колеџ. Пре своје смрти у августу 2011, требало је да дипломира на Универзитету Западни Сиднеј, са дипломом из бизниса и трговине. Био је атеиста, иако је носио бројаницу и његов гроб краси крст.

## Бодибилдинг
Пре него што је постао бодибилдер, Шавершијан је био описан као „скини кид“ и ектоморф. Када је завршио средњу школу, инспирисан својим братом бодибилдером, придружио се локалној теретани и почео да учи о исхрани и тренингу, примењујући то у својој потрази да постане бодибилдер. Проводио би три до четири сата дневно тренирајући у теретани. Његови омиљени професионални бодибилдери били су Арнолд Шварценегер и Френк Зане.
У интервјуу за сајт за бодибилдинг Simplyshredded.com, Шавершијан се присетио да је првобитно желео да постане бодибилдер да би "импресионирао девојке". Рекао је да ће погледати слике "шредед" бодибилдера и рећи себи да ће једног дана бити као они. Скоро четири године у обуци, изјавио је да:
| „ | Могу са сигурношћу да кажем да моја мотивација да тренирам далеко превазилази мотивацију да импресионирам људе, произилази из осећаја да имам постављене циљеве и да их постижем и да надмашујем себе у теретани. Апсолутно ми се допада, осећај избацивања последњег понављања и добијања пумпе за цепање коже је нешто без чега се не видим. | ” |

Шавершијан је био дечак са постера субкултуре аматерског бодибилдинга у Аустралији, назване "естетика", коју је учинио популарном. Основао је сопствену етикету за протеине, Протеин оф д Годс, објављену у јуну 2011. Такође је имао линију одеће, а Зизова Библија о бодибилдингу је објављена 17. маја 2011, на основу компилације знања о бодибилдингу које је стекао током своје четири године. обуке. Тврдио је да је интернет помогао у изградњи његовог бренда, а то је на крају омогућено коришћењем друштвених медија.
Дана 14. јула 2011, Шавершијанов брат Саид је ухапшен због поседовања анаболичких стероида, за шта се изјаснио кривим након Азизове смрти. Д Сиднеј Морнинг Хералд је покрио случај и укључио фотографију Шавершијана. Он се противио коришћењу његове слике да илуструје оно што је у суштини био чланак о злоупотреби анаболичких стероида.
На питање Д Дејли Телеграф, Шавершијан је негирао да је икада користио стероиде и тврдио да је његов облик тела резултат напорног рада у теретани и строге дијете. Према Д Сиднеј Морнинг Хералду, компанија која је запослила Шавершијана као стрипера тврдила је да је он био "диван момак, осим стероида". Шавершијан је често користио фразе као што су "рајдниг бајсклс", што је, према Д Дејли Телеграфу, "сленг у теретани за употребу циклуса стероида".

## Смрт
Дана 5. августа 2011, Шавершијан је доживео срчани удар у сауни, док је био на одмору у Патаји. Пребачен је у болницу, где лекари нису успели да га оживе. Његова породица и пријатељи објавили су вест о његовој смрти на Фејсбуку. Његову смрт је 9. августа 2011. потврдило Министарство спољних послова и трговине (МСПТ). Обдукција је открила раније недијагностиковану урођену срчану ману. Његова породица је изјавила да је показао неколико мањих симптома у неколико месеци до августа 2011, укључујући висок крвни притисак и повремено кратак дах. Имао је породичну историју срчаних проблема.

## Наслеђе
Према Сиднеј Морнинг Хералду, Шавершијанова смрт је била шеста најтраженија тема везана за смрт у Аустралији током 2011. Пре своје смрти, Шавершијан је објавио свој видео снимак на једној друштвеној мрежи, који ће касније бити 18. на Најн Њувсу " Најбољи видео снимци вести године“ за 2011. У периоду од маја 2011. до маја 2012. Гугл статистика је показала да је тражен исто толико пута колико и Џулија Гилард, тадашња премијерка Аустралије.
На новогодишњем фестивалу Филд Деј 2012. у Сиднеју, људи су се обукли као Шавершијан у знак почасти њему.
Саид Шавершијан је направио 19-минутни видео у част свог брата, под називом Зиз - Д Легаси, и објавио га на Јутјубу 22. марта 2012. Видео је био „тренд листа“ на Јутјубу од краја марта до почетка априла 2012. године. фебруара 2022, видео има преко 15 милиона прегледа. Шавершијанови пратиоци и даље често објављују видео записе посвећене њему, а многи од њих сакупе преко милион прегледа.
Шавершијанова Фејсбук страница имала је 415.767 лајкова. У априлу 2012, Д Дејли Телеграф је приметио да је његова фан страница имала преко 399.671 обожаваоца пре него што је неколико месеци касније постао неактиван.
Према мишљењу објављеном у Вентворт Карир, док су стотине новинских чланака Вентворт Карира објављених на мрежи „нестале у празнини“ од 2011. године, „Зиз прича“ и даље успева „да буде прочитана и често се појављује на дневној листи већине кликнути на чланке на веб страници Вентворт Карира“.
У извештају о контроли организованог криминала над подземном трговином стероидима, репортер Марк Виласи је Шавершијана назвао „пин-ап дечком за публику која се бави бодибилдингом“.

## Филмографија
| Година | Наслов                   | Улога  | Ноте                     |
| ------ | ------------------------ | ------ | ------------------------ |
| 2010   | Ундербели: Д Голден Мајл | Екстра | Епизода: "Д Кингдом Кам" |
| 2011   | Д Нешнл Роад Трип        | Зиз    | Мултипл епизоудс         |